# Typ 052B
Der Typ 052B (nach dem Typschiff auch Guangzhou-Klasse oder nach NATO-Codename als Luyang-I-Klasse bezeichnet) ist eine Klasse von zwei Lenkwaffenzerstörern der Marine der Volksrepublik China. 

## Allgemeines
Die beiden Schiffe der Klasse sind noch stark an die sowjetische Sowremenny-Klasse angelehnt. Bei dem in höherer Stückzahl produzierten Nachfolger Typ 052C wurde ein stärker eigenständiges Design entwickelt.

## Einheiten
| Kennung | Name             | Bauwerft                     | Stapellauf   | Indienststellung | Bemerkungen (Flotte) |
| ------- | ---------------- | ---------------------------- | ------------ | ---------------- | -------------------- |
| 168     | Guangzhou (广州) | Jiangnan Shipyard, Schanghai | 2. Mai 2002  | Juli 2004        | Aktiv (Südflotte)    |
| 169     | Wuhan (武汉)     | Jiangnan Shipyard, Schanghai | Oktober 2002 | 2004             | Aktiv (Südflotte)    |

## Technik

### Rumpf
Der Rumpf eines Zerstörers des Typ 052 ist 155 Meter lang, 17 Meter breit und hat bei einer Verdrängung von 6.500 Tonnen einen Tiefgang von 6 Metern.

### Antrieb
Der Antrieb erfolgt durch zwei Gasturbinen und zwei Dieselmotoren. Diese geben die Leistung an zwei Wellen mit je einer Schraube weiter. Die Höchstgeschwindigkeit beträgt 30 Knoten (56 km/h).